# 모리야마시 (아이치현)
모리야마시(守山市)는 아이치현에 설치되었던 시이다. 현재의 나고야시 모리야마구에 해당한다.